# Бжезьно-Линське
Бжезьно-Линське (пол. Brzeźno Łyńskie, нім. Persing) — село в Польщі, у гміні Нідзиця Нідзицького повіту Вармінсько-Мазурського воєводства.
Населення — 20 осіб (2011).

## Демографія
Демографічна структура станом на 31 березня 2011 року:
|          | Загалом | Допрацездатний вік | Працездатний вік | Постпрацездатний вік |
| -------- | ------- | ------------------ | ---------------- | -------------------- |
| Чоловіки | 9       | 0                  | 6                | 3                    |
| Жінки    | 11      | 2                  | 5                | 4                    |
| Разом    | 20      | 2                  | 11               | 7                    |